# Gunvor
Gunvor är ett fornnordiskt kvinnonamn, med delvis oklar betydelse. Gun betyder ’strid’, men det tvistas om vad som avses med vor, möjligen betyder det 'försiktig'.
Gunver är en dansk sidoform.[källa behövs]
Namnet förekommer på runstenar (Gunvar) och återupptäcktes på 1800-talet. Det hade en popularitetstopp på 1920- och 1930-talen och är numera, liksom de andra namnen som börjar med Gun, mycket ovanligt hos unga flickor. De senaste decennierna har knappt några flickor fått det som tilltalsnamn. Ända fram till 2005 hörde det dock till de hundra vanligaste kvinnliga förnamnen i Sverige.
Den 31 december 2014 fanns det totalt 17 440 kvinnor folkbokförda i Sverige med namnet Gunvor, varav 8 728 bar det som tilltalsnamn. Motsvarande siffror för Gunver var 18 respektive 7.
Namnsdag: 3 mars (1986-1992: 3 april). I den finlandssvenska namnsdagslängden har Gunvor namnsdag 25 mars sedan starten 1929, då en egen namnsdagskalender togs i bruk för finlandssvenskar.

## Personer med namnet Gunvor/Gunver

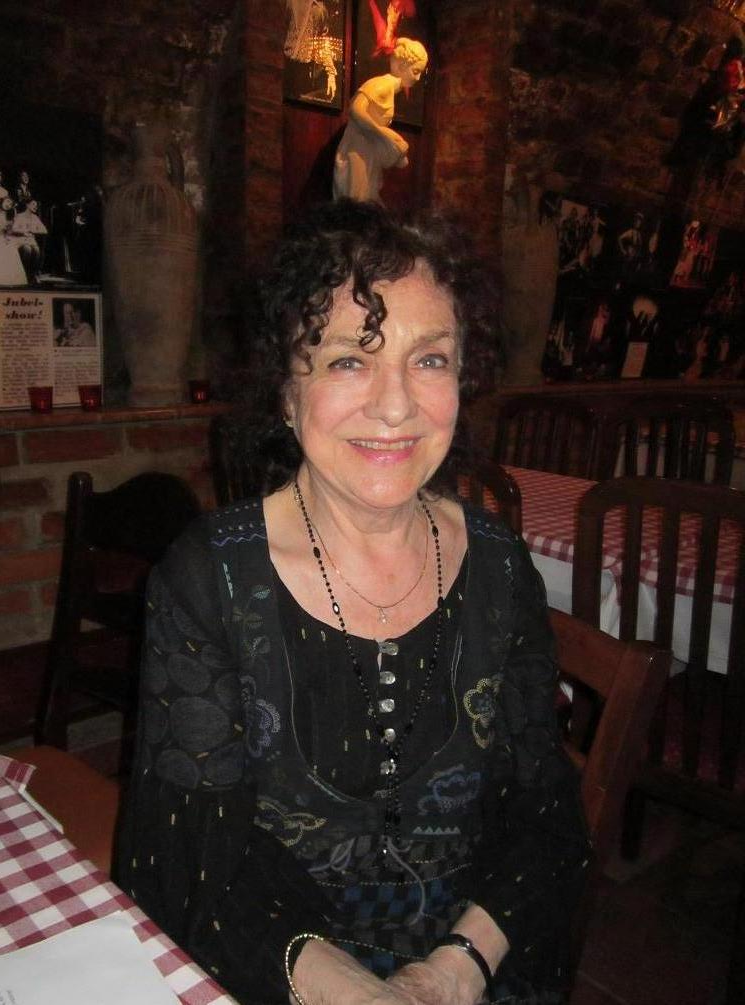
Gunvor Pontén

- Gunwer Bergkvist, svensk skådespelare och revyartist
- Gunvor Bonds, svensk konstnär
- Gunvor Engström, svensk företagsledare
- Gunvor G. Ericson, svensk politiker (mp)
- Gunvor Hall, norsk skådespelare
- Gunvor Hildén, svensk journalist
- Gunvor Hofmo, norsk lyriker
- Gunvor Håkansson, svensk författare
- Gunvor Kerkkonen, finländsk historiker
- Gunvor Nelson, svensk filmare och konstnär
- Gunvor Pontén, svensk skådespelare
- Gunvor Sandkvist, finländsk skådespelare
- Gunvor Svensson Lundkvist, svensk konstnär
- Gunvor Winberg, svensk skådespelare